# František Pelegrin Hrdina
František Peregrin de Padua Hrdina ( ? 1793 Valteřice (Horní Branná) – 28. října 1866 Modra) byl český hudební skladatel působící na Slovensku.

## Život
Vystudoval učitelský ústav a Varhanickou školu v Praze. Odešel na Slovensko a stal se učitelem v Horných Orešanech. Později působil jako učitel a varhaník v Modre, kde také zemřel.

## Dílo
Jeho dílo je určeno převážně pro chrámové účely. Skladby jsou komponovány v klacistním stylu a vyznačují se lidovou melodikou. Byly velmi oblíbeny na Slovensku, ale i v Čechách. Rukopisy jsou uloženy v archivu Filozofické fakulty Univerzity Komenského v Bratislavě.
Mimo jiné zkomponoval:
- 38 mší
- 16 Regina coeli
- 7 Requiem (z toho jedno na slovenský text)
- 6 Salve Regina
- 5 Vesperae